# ليون الإفريقي (رواية)
ليون الإفريقي رواية تاريخية للكاتب اللبناني أمين معلوف صدرت سنة 1986 عن دار النشر الباريسية (Éditions Jean-Claude Lattès). تسرد الرواية سيرة ذاتية تخييلية، ببنية تحاكي أدب الرحلة، محكية بلسان بطلها الحسن الوزان، المعروف أيضا بليون الإفريقي.

تدور الأحداث بين سنتي 1488 و1527، حيث تعبر الرواية مراحل حياة ليون الإفريقي، منذ طفولته، المصادفة لآخر سنوات الوجود العربي الإسلامي بالأندلس، ثم هجرته إلى المغرب، ثم رحلاته الموالية التي قام بها، بدافع التجارة، أو لوظيفة السفارة، أو بسبب النفي أو الاختطاف.

تقع أحداث الرواية في فضاءات الأندلس والمغرب ومالي ومصر وتونس وتركيا وإيطاليا. وتعاصر أحداثها ظروفا ومراحل تاريخية حاسمة كسقوط الأندلس وصعود الدولة العثمانية وفجر عصر النهضة الأوروبية.

## بنية الرواية
الرواية مقسمة إلى أربعة أجزاء، مسماة باسم الفضاء المكاني للأحداث وهي: كتاب غرناطة وكتاب فاس وكتاب القاهرة وكتاب روما.

كل كتاب يرتبط بفترة زمنية محددة ومقسم لفصول، كل واحد منها مرتبط بسنة محددة ومعنون بالسنة وسمتها البارزة: عام السقوط، عام الرحيل، عام السلطان التركي المعظم، عام ملك فرنسا...إلخ.

## حبكة الرواية
كتاب غرناطة

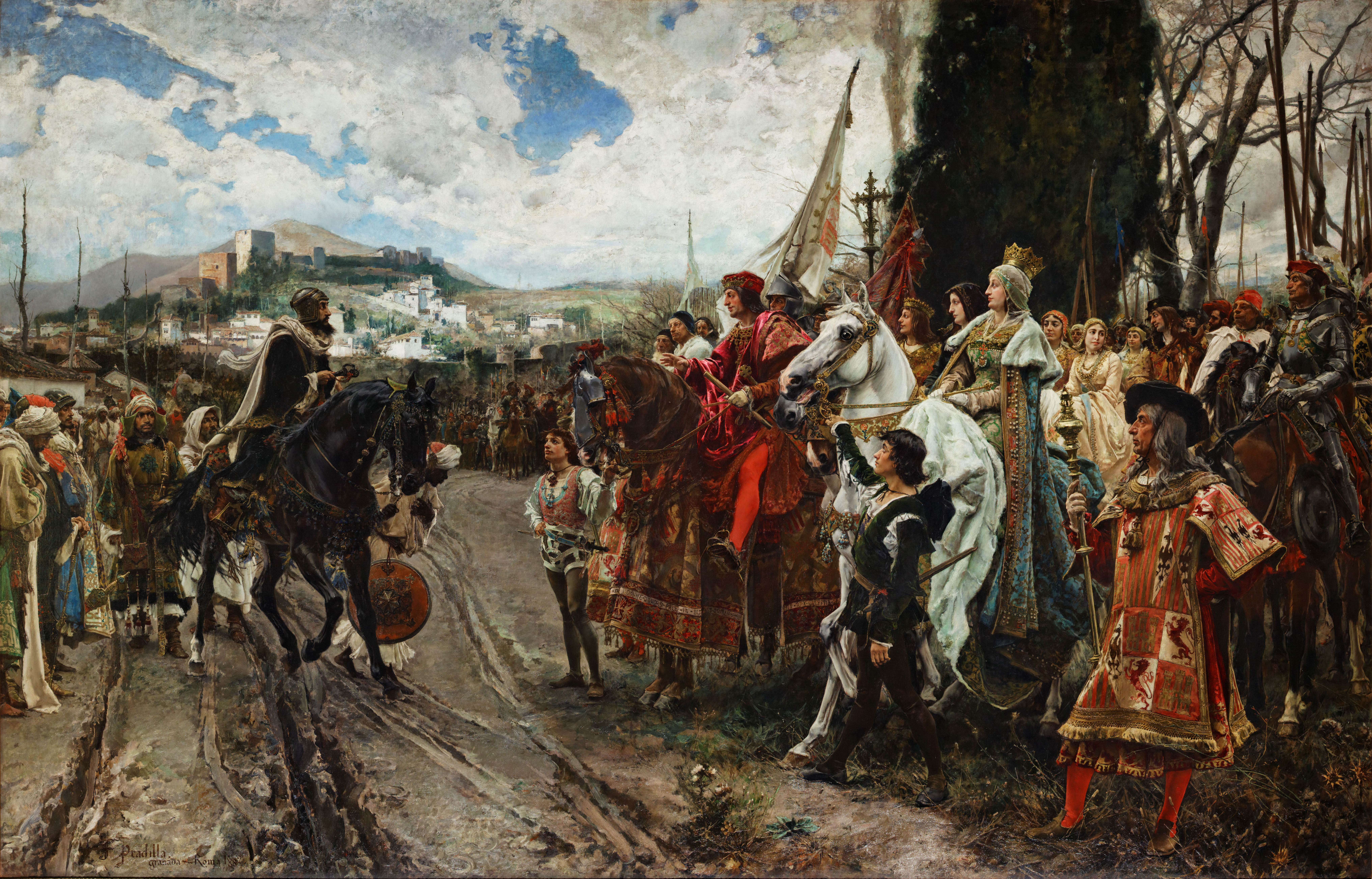
لوحة تجسد سقوط الأندلس، بتسليم مفاتيح غرناطة للجيش القشتالي

تمتد هذه المرحلة بين سنتي 1488 و1494، ويسرد فيها الحسن الوزان ظروف نشاته والبيئة العائلية التي نشأ فيها. نظرا لصغر سنه في هذه المرحلة، أغلب السرد يتم نقلا عن روايات أمه سلمى ووالده محمد الوزان. يصف كتاب غرناطة الأحداث والظروف السياسية التي واكبت سقوط غرناطة. تفرد الرواية حيزا مهما في هذا الفصل لوصف الغليان الاجتماعي والسياسي الذي سبق سقوط غرناطة، والذي تجسد في التقاطبات السياسية التي ذكتها دسائس قصور بني الأحمر، وتباين مفعول سياستهم في مقاومة المد المسيحي، وسط المجتمع الغرناطي آنذاك.

يصف الجزء الأخير ظروف الاستسلام وسقوط غرناطة، وبداية محنة الموريسكيين، وضمنهم عائلة محمد الوزان، وظروف هجرتهم من الأندلس نحو المغرب.
كتاب فاس

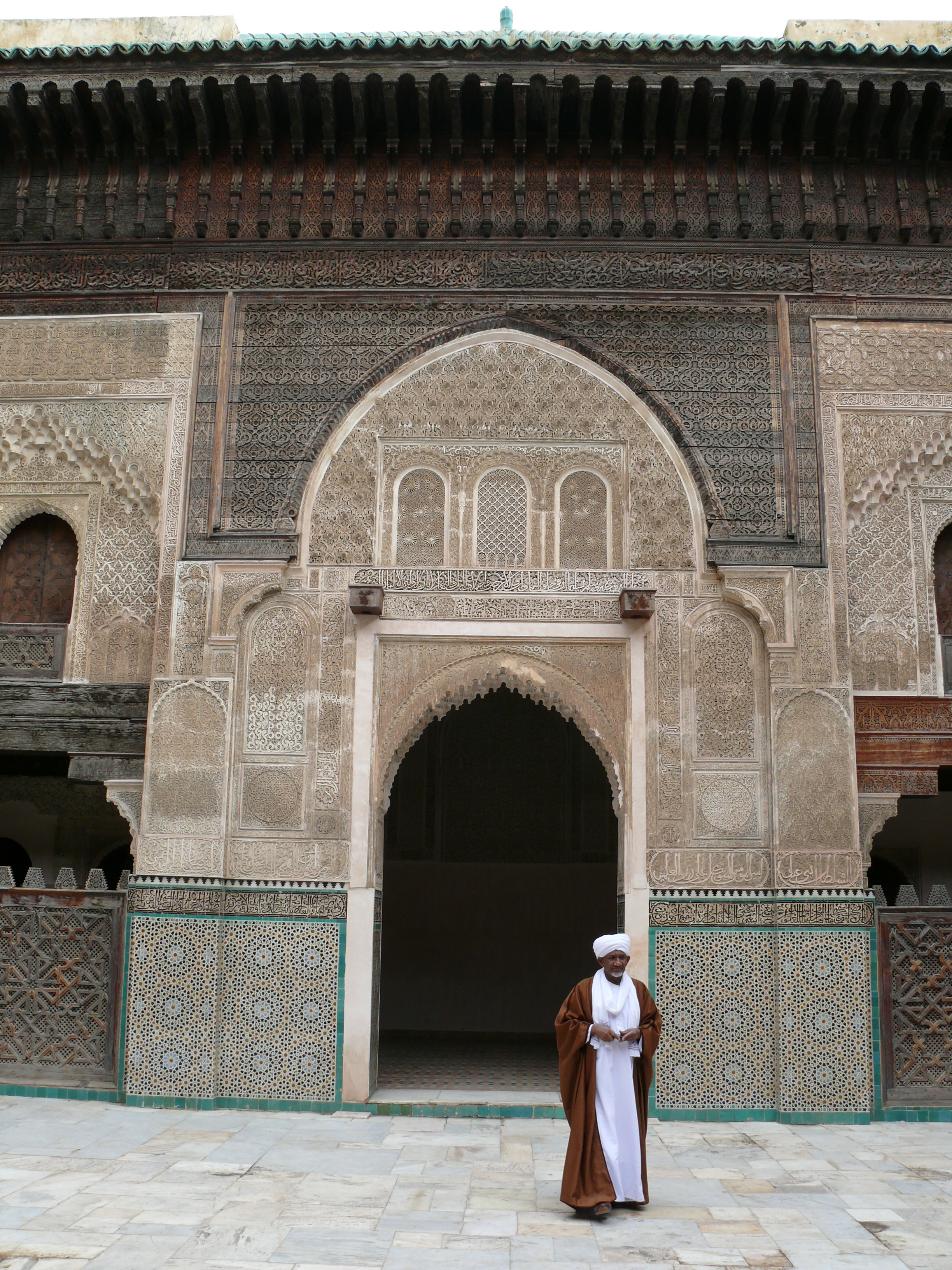
جامع القرويين بفاس

في فاس، ستستقر اسرة محمد الوزان، لتبني حياتها من جديد، وسط مجتمع فاسي ذي جالية أندلسية مهمة. يصف كتاب فاس حياة الحسن الوزان بين سنتي 1494 و1513. عاش سنوات طفولته وسط ظروف عائلية صعبة بسبب مشاكل أسرية، إلا أن ذلك لم يمنعه من العلم والتحصيل وإمضاء طفولة حافلة رفقة صديقه الحميم هارون المنقب. ستبتلى أسرته بانتقام الزروالي، أحد وجهاء المدينة المقربين من سلطان فاس، والذي سيفشل مشروع زواجه بمريم، أخت الحسن، بفضل مؤامرة حسنة النية لحسن وصديقه هارون. سيزج بمريم في مستشفى المجذومين بسبب وشاية كاذبة للزروالي. في مرحلة شبابه، سيتأتى للحسن مرافقة خاله في بعثة سفارة إلى بلاد السودان، وهي سفارة سيكملها الحسن بمفرده، إثر وفاة خاله في الطريق إلى تومبوكتو.

سيتزوج هارون بمريم، وسيساعدها على التحرر من مستشفى المجذومين، وسيفران من فاس إلى جبال الريف، حيث لا تصل سلطة ملك فاس. ستتطور حياة الحسن الوزان في فاس، بعد عودته من تومبوكتو، ليصبح أحد أنجح تجار المدينة وأكثرهم حظوة لدى البلاط الملكي، وهو ما سيمكنه من استصدار عفو لهارون ومريم، سيستتبعه عقاب ملكي لزور الزروالي بنفيه خارج المدينة. سيكلف بعد ذلك الحسن ببعثة سفارة إلى صديق طفولته الشريف الأعرج، قائد المقاومة ضد البرتغاليين في سوس والمناوئ لسلطان فاس في نفس الآن.

سيأفل نجمه الاجتماعي في فاس، دفعة واحدة، غداة عودته من السفارة، حيث سيضطر تهور هارون المنقب بقتله الزروالي، انتقاما، السلطان إلى نفي الحسن الوزان، سنتين خارج المملكة، عقابا على الاستهتار بالعفو الملكي.

سيرحل الحسن بأمواله جنوبا، حيث سيخسر كل ثروته في خضم عاصفة ثلجية بجبال الأطلس. سيستمر في رحلته نحو بلاد السودان، حيث سيشهد حريق تومبوكتو العظيم، ثم سيأخده المسير بمحاذاة نهري النيجر والنيل إلى أن يبلغ أرض مصر، حيث سيستقر.
كتاب القاهرة

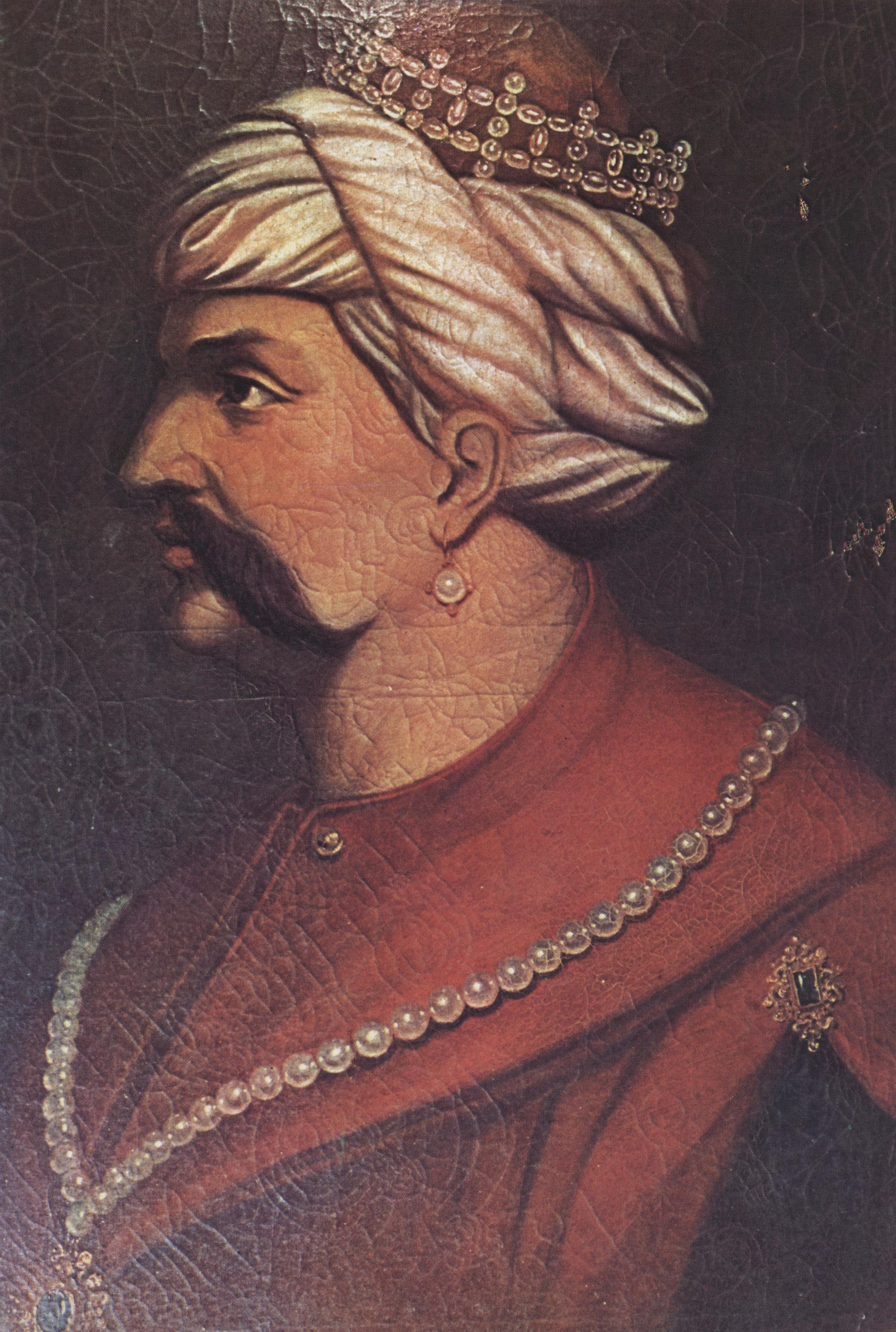
السلطان العثماني سليم الرهيب

يحكي كتاب القاهرة فترة حياة الحسن الوزان بين سنتي 1513 و1519. بعد استقراره في القاهرة، سيتعاطى الحسن للتجارة وسينجح فيها نجاحا كبيرا، سيمكنه من الارتقاء إلى علية المجتمع القاهري في فترة أفول الحكم المملوكي وبداية صعود الدولة العثمانية. سيتزوج خلال مقامه بالقاهرة أميرة جركسية، وسيتبنى ابنها بايزيد، المتستر عليه في ضواحي القاهرة، والذي تتيمن أمه بأن يستعيد عرش أجداده. سيقفل راجعا إلى المغرب رفقة نور وبايزيد، حماية للأمير الصغير من أي بطش محتمل. في فاس، سيجد عائلته في ظروف صعبة، بعد وفاة محمد الوزان، وبسبب العزلة المفروضة على عائلته إثر تداعيات قضية هارون المنقب وأخته مريم. سيرحل عائلته، سرا، نحو تونس حيث سيلتحق بهارون المنقب الذي كان قد أصبح قائدا في جيش عروج بربروس. ستستقر عائلة الحسن بتونس، وسيكلفه هارون بسفارة إلى السلطان العثماني بالقسطنطينية. هناك، سيطلع على أنباء مؤامرات تحاك ضد مصر، فيقفل عائدا رفقة نور لإنذار طومان باي الرجل الثاني في الدولة وأكثر قادة مصر شعبية. رغم ذلك، ستسقط دولة المماليك وسيضطر الحسن ونور لمغادرة مصر نحو الحجاز. بعد أداء فريضة الحج، سيغادر الحسن عبر غزة، في مركب التاجر السوسي عباد، عائدا نحو عائلته في تونس. بعد نزولهم في جربة، سيتعرض الحسن وعباد للاختطاف من طرف بحارة صقليين.
كتاب روما

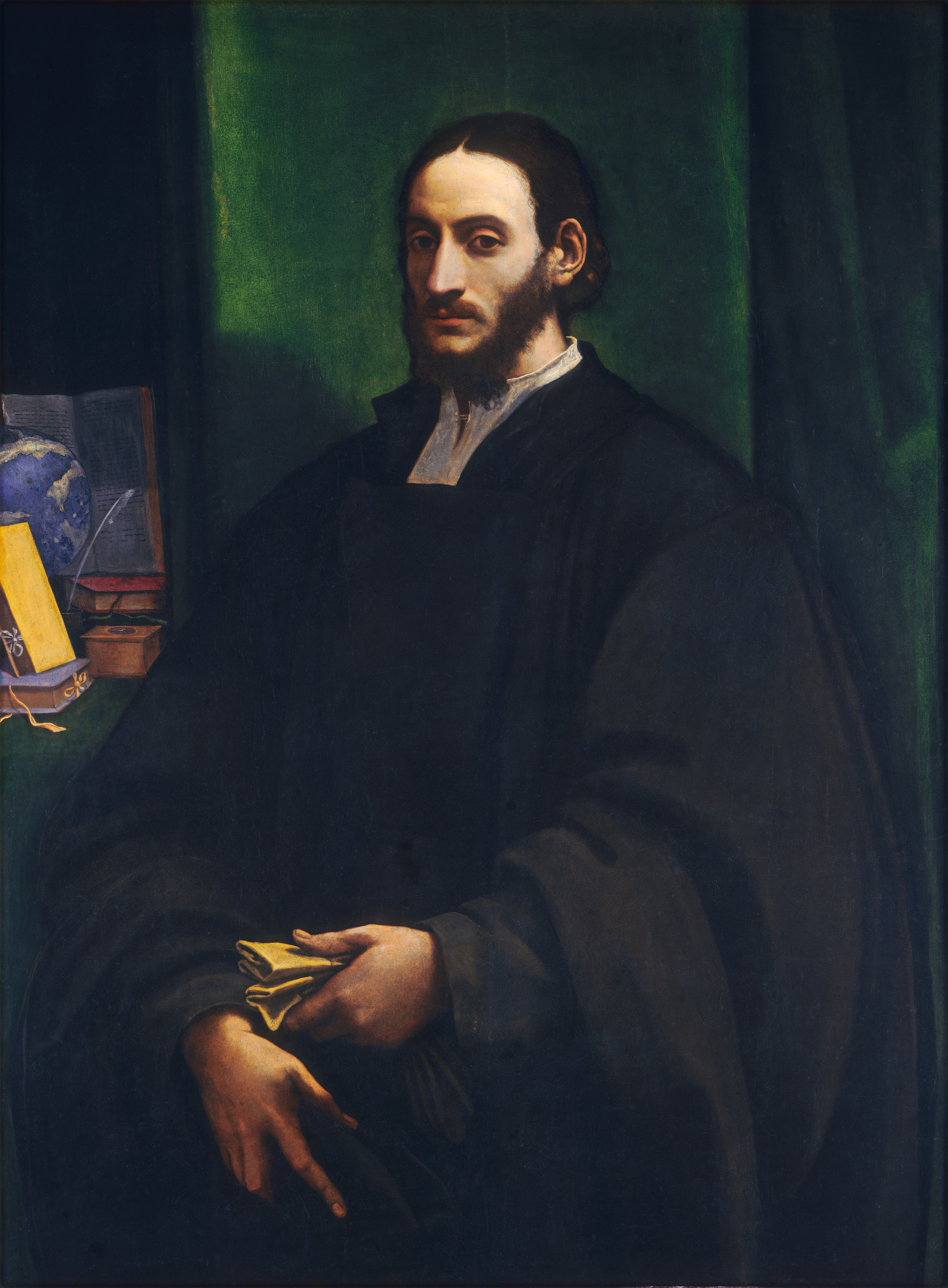
رسم محتمل لليون الإفريقي، بريشة سيباستيانو ديل بيومبو في سنة 1520

يروي كتاب روما الفترة الممتدة من 1519 و1527. انتهى المطاف بالحسن في روما، حيث وجد فيه البابا ليون العاشر، الذي كان نصيرا للثقافة والفن، ضالته التي كان يبحث عنها منذ زمن، وهي «اصطياد» مثقف عربي مسلم متفقه في ثقافات وعلوم وسياسة العالم العربي الإسلامي، وهو ما لم يفت انتباه المختطفين الصقليين أثناء تلصصهم على محادثة الحسن وعباد في جربة. سيعيش الحسن الوزان (أو ليون الإفريقي كما عمد في روما) حياة جديدة من التحصيل، مؤطرا من سبعة معلمين متعلما لغات جديدة الإيطالية والتركية والعبرية، لكي يتمكن الفاتيكان من الاستفادة من علمه ورحلاته، حيث سيدأب على تدوين مشاهداته الجغرافية والسياسية في كتاب «وصف أفريقية».

سيكلف الحسن بمهمات سياسية في عهد ليون العاشر كسفاراته إلى ملك فرنسا والسلطان العثماني سليمان القانوني. بعد وفاة ليون العاشر، سيتربع على كرسي البابوية أدريان، الشديد المحافظة، والذي عرفت روما في عهده انتكاسة فنية وثقافية، ستؤدي تداعياتها إلى سجن ليون الإفريقي سنتين. سيسترجع ليون حريته بعد تنصيب بابا جديد، من رجالات ليون العاشر، لن يلبث أن يعيد له مكانته السياسية والثقافية. تم تكليفه بسفارة لدى ملك فرنسا، وخلالها سيلتقي ليون بصديق طفولته هارون المنقب الذي تطورت به الأمور ليصبح مستشارا للسلطان العثماني سليمان القانوني.

يصف الجزء الأخير من كتاب روما الظروف السياسية المتقلبة، والتطاحنات والمؤامرات السياسية التي عرفتها الممالك الأوروبية في فجر عصر النهضة، والتي انتهت بهجوم المرتزقة الألمان، الوحشي، على روما، مفردا مكانة مهمة لمقاومة العصابات السوداء، بقيادة يوحنا.
إثر هذه النهاية، سيضطر ليون للرحيل لآخر مرة، رفقة زوجته مادالينا وابنه يوسف، عائدا لتونس، بمساعدة المرتزق الألماني اللوثري هانز، تلميذه السابق في الفاتيكان، وعباد السوسي، الذي قادته الأقدار ليصبح تاجرا ناجحا في نابولي.
قبل مغادرته إيطاليا، سيتم ليون آخر فقرات كتابه «وصف أفريقية».

## شخصيات الرواية
في ما يلي جرد لأهم شخصيات الرواية، يميز بين الشخصيات المرتبطة بالمحيط المباشر للحسن الوزان والشخصيات السياسية للدول التي جابتها رحلة البطل:
المحيط المباشر للحسن الوزان
- سلمى: أم الحسن.
- محمد الوزان: أبو الحسن.
- وردة أو إسميرالدا: زوجة محمد الوزان المسيحية القشتالية.
- مريم: أخت الحسن من أمها وردة.
- سارة المبرقشة: عرافة يهودية غرناطية، وصديقة سلمى أم الحسن. ستهاجر إلى المغرب بعد السقوط.
- الشيخ «أستغفر الله»: أبرز فقهاء غرناطة. سيهاجر إلى فاس بعد السقوط.
- هارون المنقب: حمال فاسي، صديق طفولة الحسن. سيتزوج مريم وسيصير قائدا في جيش عروج ذو اللحية الحمراء ، وبعد ذلك ضمن الجيش العثماني، في عهد السلطان سليمان القانوني.
- الزروالي: أحد وجهاء فاس والدولة الوطاسية الفاسدين.
- هبة: جارية الحسن، من الأطلس الكبير.
- فاطمة: بنت خال الحسن. سيتزوجها الحسن في فاس.
- نور: أميرة جركسية مصرية، سيتزوجها الحسن خلال مقامه في مصر.
- بايزيد: ابن نور، الذي سيتبناه الحسن.
- عباد السوسي: صديق الحسن. اختطف معه في جربة نحو إيطاليا، حيث أصبح تاجرا ناجحا في نابولي.
- فرانتشيسكو غويتشارديني: حاكم مودينا وسفير في خدمة البابوية.
- هانز: تلميذ الحسن الألماني اللوثري في روما.
- مادالينا: إيطالية سيتزوجها الحسن خلال مقامه بإيطاليا.
- جوسب (يوسف): ابن الحسن من مادالينا.

شخصيات سياسية تاريخية
- أبو الحسن علي بن سعد، ملك غرناطة العشرون.
- أبو عبد الله محمد الثاني عشر، ملك غرناطة الحادي والعشرون، وآخر من حكم الأندلس العربية الإسلامية.
- فرناندو الثاني، ملك أراغون.
- محمد الشيخ المهدي، سلطان المغرب الوطاسي الأول.
- محمد البرتقالي، سلطان المغرب الوطاسي الثاني.
- الشريف الأعرج (أحمد الأعرج السعدي)، مؤسس الدولة السعدية.
- عروج ذو اللحية الحمراء، قائد عثماني ومجاهد بحري.
- سليم الرهيب، تاسع سلاطين الدولة العثمانية.
- سليمان القانوني، عاشر سلاطين الدولة العثمانية.
- قنصوه الغوري، السلطان، ما قبل الآخر للمماليك البرجية.
- طومان باي، آخر سلاطين المماليك البرجية.
- ليون العاشر، بابا الكنيسة الكاثوليكية السابع عشر.
- كليمنت السابع، بابا الكنيسة الكاثوليكية التاسع عشر.
- يوحنا العصابات السوداء، كوندوتييرو إيطالي من عصر النهضة.

## قراءات نقدية
يستخدم أمين معلوف في روايته مستويين من السرد:
- سرد شمولي لتسلسل الاحداث التاريخية، بلغة أقرب لأدب الرحلة (عين الطائر بلغة السينما)، يفرد فيه حيزا مهما لوصف الظرفية السياسية والتاريخية التي أحاطت بحياة الحسن الوزان.
- عدسة مقربة تسهب في نقل تفاصيل الأحداث والسمات النفسية للحسن الوزان وباقي شخصيات الرواية، تنتقل كما لاحظ عبد الفتاح الحجمري[4]، من نص التاريخ إلى نص الذات.

يشكل كتاب «وصف إفريقية» لليون الإفريقي الهيكل الأساسي للرواية من حيث النصوص والمشاهد والشخصيات، وتكمن لمسة أمين معلوف في إلباس الحكاية متنا بلغة مناجاة بضمير متكلم هو الحسن الوزان، يتماهى بانسيابية مع الأبعاد الحدثية والسردية للرواية.

أجمعت أغلبية الدراسات النقدية للرواية على ثقل سؤال الهوية كفكرة ثابتة على امتداد حياة البطل، الحسن الوزان، على غرار باقي الأعمال الأدبية لأمين معلوف، التي غالبا ما يكون أبطالها أناسا عالميين، بهويات متعددة، يمجدون التسامح ويقفون على مسافة حياد إيجابي من حقبهم التاريخية، المتسمة بعنف التقاطبات الدينية والقومية والمذهبية.

فمعلوف كاتب لبناني متعدد الهويات والألسنة، اضطرته ظروف الحرب الأهلية اللبنانية إلى الاغتراب بفرنسا، وهو ما يطابق شخصيته مع ليون الإفريقي في بعدي الهوية المتعددة واغتراب المثقف بسبب اللاتسامح، وهو ما يفسره، حسب رضوى عاشور، تصدير الرواية بعبارة الشاعر الإيرلندي ويليام بتلر ييتس: «ولا ترتب مع ذلك أن ليون الرحالة كان أيضا أنا».

بمقابل الدراسات النقدية المشيدة بالبعد الإنسي للرواية، لم يكن لها استقبال إيجابي بين مجموعة من النقاد العرب، حيث اعتبرها حسين سرمك حسن، مثلا، رواية ذات حمولة إيديولوجية غير متوازنة، ويبسط مثالا لذلك، حيث يرى سرمك أن سقوط الأندلس صور في الرواية «كرحلة سياحية» للمسلمين نحو الضفة الجنوبية، مقابل الأهمية التي أولتها لاضطهاد اليهود. ويلاحظ سرمك أيضا أن معاناة المسلمين المطرودين، في رواية معلوف، «لا تبدأ في غرناطة بل في فاس». وهي مواقف، في نظر سرمك، تشكل «جواز سفر فكري»، لا مناص عنه لكي تقبل الرواية في المشهد الأدبي الأوروبي الذي أصدرت فيه.

تخفف الناقدة العراقية ميسلون هادي من حدة هذا التيار النقدي بملاحظة مفادها أن الرواية، هي، أساسا، نتاج لمخطوطة «وصف إفريقيا» الأصلية، التي دون فيها ليون الإفريقي ملاحظاته عن البلدان التي حل فيها. وترى هادي أن معالجة معلوف كانت حيادية حيال المكونات العقائدية والهوياتية.

## اقتباسات من الرواية
- في كل طائفة عصاة يُلعَنون في العلن ويُدعَى لهم في السر.
- وحاذر أن ترضخ لرغبة الجمهور! فمسلماً كنت أو يهودياً أو نصرانياً، عليهم أن يرتضوك كما أنت أو أن يفقَدوك. وعندما يلوح لك ضيق عقول الناس فقل لنفسك أرض الله واسعة، ورحبةٌ هي يداه وقلبه. ولا تتردد قطّ في الابتعاد إلى ما وراء جميع البحار، إلى ما وراء جميع التخوم والأوطان والمعتقدات.

## وصلات خارجية
- آراء القراء حول رواية ليون الإفريقي  على موقع أبجد